# РКК Валвейк
РКК Валвийк (на нидерландски: Rooms Katholieke Combinatie Waalwijk, Ромс Католике Комбинати Валвийк) е нидерландски футболен отбор от град Валвейк. Отборът е основан на 26 август 1940 г. Домакинските си мачове играе на стадион „Мандемакерс“, който е с капацитет от 7500 седящи места. Клубът се състезава на най-високото ниво на холандския клубен футбол Ередивиси. Като цяло е редовен участник в първия ешелон на холандското първенство с кратки прекъсвания. Най-често завършва във втората половина на таблицата.

## Български футболисти
- Стефан Велков: 2020 наем (3 мача - 0 гола)